# Клас, Питер
Питер Клас (нидерл. Pieter Claesz; ок. 1597, Берхем, Антверпен — 1 января 1661, Харлем) — голландский живописец, мастер натюрморта Золотого века голландской живописи. Как и Виллем Клас Хеда известен «натюрмортами-завтраками» (нидерл. ontbijtjes) — изображениями накрытого стола с натуралистически-точным воспроизведением цвета и фактуры дорогих предметов, а также картинами на тему «Vanitas» (Бренность).

## Жизнь и творчество
О ранних годах Класа почти ничего неизвестно. Считается, что он учился живописи в своём родном Берхеме (район Антверпена). В 1617 году женился в Харлеме, а в 1620 у него родился сын Николас, будущий известный художник-пейзажист. Свои картины Питер Клас подписывал инициалами «PC» или «PCH» (Питер Клас из Харлема).
Питер Клас вместе с В. К. Хедой считается основателем харлемской школы натюрморта. Его произведения обычно делят на две большие группы. К первой относятся «завтраки» и «банкеты». На них обычно изображены кувшины, бокалы, фарфор, хлеб, сыр, вино, устрицы, рыба, птица, ветчина, маслины и орехи и, часто, полуочищенный лимон, а также дорогие хрустальные и серебряные кубки, кубки-наутилусы, изделия китайского фарфора. Ко второй группе относятся произведения популярной в то время в Голландии разновидности натюрморта «Vanitas», в которых при помощи символов — свечи, черепа, часов, музыкальных инструментов, старинных книг — воплощается идея бренности и суетности материальной жизни.
Питер Клас мастерски использовал эффекты бокового освещения. Он учитывал отражения света на гладких поверхностях, тёпло-холодные отношения тонов, рефлексы и валёры, а также умел передавать материальные качества поверхности, различая оловянную или серебряную тарелку, стеклянный бокал или глиняный кувшин. В некоторых картинах Клас изображал себя, сидящим за мольбертом, иногда почти незаметно, сквозь отражение в стекле. Роспись изделий из стекла была второй специальностью Класа.

## Галерея
- Ванитас и Спинарио («Бренность» и статуэтка «Мальчик, вытаскивающий занозу»). 1628. Дерево, масло. Рейксмюсеум, Амстердам
- Натюрморт «Vanitas». 1636. Дерево, масло. Музей искусства и истории культуры, Мюнстер, Германия
- Натюрморт с пирогом из индейки. 1627. Дерево, масло. Рейксмюсеум, Амстердам
- Натюрморт. 1637. Холст, масло. Прадо, Мадрид
- Натюрморт с кубком-рёмером, крабом и очищенным лимоном. 1643. Дерево, масло. Художественная галерея Южной Австралии, Аделаида
- Натюрморт с рёмером и фруктами. 1644. Холст, масло. Музей изобразительных искусств, Зугло, Венгрия
- Vanitas. 1630. Дерево, масло. Маурицхёйс, Гаага